# بمبئی نو
بمبئی نو یا ناوی مومبای یا بمبئی بزرگ (به انگلیسی: Navi Mumbai به مراتی، नवी मुंबई) شهر برنامه‌ریزی شده‌ای است پیوسته به کلان‌شهر بمبئی، در سواحل غرب کشور هند ایالت مهاراشترا.
این شهر با مساحت ۳۴۴ مربع کیلومتر (۱۳۳ مایل مربع) بزرگترین شهر برنامه‌ریزی شده در جهان است که در سال ۱۹۷۲ به عنوان شهر دوقلو بمبئی توسعه یافت. ناوی مومبای به شهر مومبای یا بمبئی چسبیده‌است و از طریق پل‌های واشی و ایرولی به آن متصل می‌شود. بمبئی نو در سال ۲۰۰۸ بالغ بر ۲٫۶۰۰٫۰۰۰ نفر جمعیت داشته‌است.